# 13. maj
13. maj er dag 133 i året i den gregorianske kalender (dag 134 i skudår). Der er 232 dage tilbage af året.
Ingenuus dag. Efter en romersk kriger, der blev kristen og derfor dødsdømt af kejser Decius.

### Begivenheder
Født - Dødsfald
- 1814 - Kong Frederik 6. begrænser trykkefriheden i Danmark kraftigt.
- 1830 - Ecuador erklærer selvstændighed fra Storcolombia.
- 1846 - USA erklærer krig mod Mexico, hvilket betyder starten på den mexicansk-amerikanske krig, der varer næsten to år.
- 1873 - A/S Tuborgs Fabrikker grundlægges af en gruppe erhvervsmænd, bl.a. Philip W. Heyman og C.F. Tietgen.
- 1885 - Aalborg Kricketklub, som senere blev til Aalborg Boldspilklub, stiftes.
- 1888 - Brasilien afskaffer slaveriet.
- 1912 - Royal Flying Corps oprettes i England; det er forløberen for Royal Air Force.
- 1928 - For første gang holdes "Mors dag" i Danmark. "Mors dag" blev indstiftet af Jane Jarwis i England i 1913 og placeret på den anden søndag i maj måned.
- 1940 - Winston Churchill tiltræder som britisk premierminister med en tale indeholdende løftet til folket om at give 'blod, slid, sved og tårer'.
- 1940   - Tyske tropper går over Meuse og dermed ind i Frankrig.
- 1943 - De tyske og italienske styrker i Nordafrika overgiver sig til de allierede.
- 1958 - Et succesfuldt militærkup blandt de franske tropper i den franske koloni Algeriet med et krav om at Charles de Gaulle bliver regeringsleder og støtte fra militær og politikere i selve Frankrig medfører at de Gaulle bliver premierminister i Frankrig. Senere samme år vælges de Gaulle valgt til fransk præsident.
- 1968 - Frankrig lammes af en generalstrejke, da arbejderne går i strejke i solidaritet med de studerende på universiteterne, der kræver reformer på læreanstalterne.
- 1981 - Pave Johannes Paul 2. såres alvorligt af 5 skud ved et attentat på Peterspladsen i Rom.
- 2000 - 22 bliver dræbt og 950 såret, da et fyrværkerilager i den hollandske by Enschede eksploderer.
- 2000 - Brødrene Olsen vinder Eurovisionens Melodi Grand Prix i Stockholm.
- 2001 - Ved parlamentsvalget i Italien vinder centrum-højre koalitionen, og den omstridte mediekonge og mangemillionær Silvio Berlusconi bliver igen ny italiensk regeringschef.
- 2014 - I Tyrkiet udløser en eksplosion i en transformerstation en brand i en brunkulsmine, og 301 minearbejdere omkommer ved Mineulykken i Soma

### Født
- 1588 - Ole Worm, dansk læge og oldtidsforsker (død 1654).
- 1712 - J.H.E. Bernstorff, dansk greve og statsminister (død 1772).
- 1717 - Maria Theresia, østrigsk regerende ærkehertuginde, ungarsk dronning og tysk-romersk kejserinde (død 1780).
- 1792 - Pius 9., italienskfødt pave (død 1878).
- 1809 - Emil Horneman, dansk komponist (død 1870).
- 1842 - Arthur Sullivan, engelsk komponist (død 1900).
- 1857 - Ronald Ross, engelsk læge og modtager af Nobelprisen i fysiologi eller medicin (død 1932).
- 1859 - August Enna, dansk komponist og musiker (død 1939).
- 1882 - Georges Braque, fransk maler (død 1963).
- 1888 - Inge Lehmann, dansk seismolog (død 1993).
- 1907 - Daphne du Maurier, engelsk forfatter (død 1989).
- 1912 - Gil Evans, canadisk musiker (død 1988).
- 1914 - Joe Louis, amerikansk bokser (død 1981).
- 1919 - Henry Jessen, dansk skuespiller (død 1994).
- 1922 - Beatrice Arthur, amerikansk skuespillerinde (død 2009).
- 1924 - Harry Schwarz, sydafrikansk advokat og politiker (død 2010).
- 1927 - Erik Hansen, dansk arkitekt (død 2016).
- 1928 - Enrique Bolaños, nicaraguansk præsident (død 2021).
- 1930 - Erik Moseholm, dansk jazzmusiker og rektor (død 2012).
- 1935 - Bobby Lynch, irsk guitarist og sanger fra The Dubliners (død 1982).
- 1937 - Willy Rathnov, dansk skuespiller (død 1999).
- 1939 - Harvey Keitel, amerikansk skuespiller.
- 1940 - Kjeld Thorst, dansk fodboldspiller.
- 1940   - Bruce Chatwin, engelsk forfatter (død 1989).
- 1941 - Ritchie Valens, amerikansk-mexicansk sanger (død 1959).
- 1941   - Brigitte Kolerus, dansk skuespiller (død 2001).
- 1943 - Kurt Trampedach, dansk billedkunstner (død 2013).
- 1943   - Poul Erik Christensen, dansk folketingspolitiker.
- 1944 - Uwe Barschel, tysk politiker (død 1987).
- 1947 - Bujar Bukoshi, kosovisk politiker.
- 1949 - David Rehling, dansk jurist og journalist (død 2021).
- 1950 - Stevie Wonder, amerikansk sanger og sangskriver.
- 1953 - Zlatko Buric, dansk skuespiller.
- 1954 - Johnny Logan, irsk sanger og sangskriver.
- 1955 - Bobby Zachariae, dansk psykologiprofessor.
- 1957 - Alan Ball, amerikansk filminstruktør og manuskriptforfatter.
- 1971 - Marcus Winther-John, dansk-engelsk musiker og forfatter.
- 1973 - Anders Fogh Jensen, dansk filosof, forfatter og foredragsholder.
- 1983 - Yaya Touré, ivoriansk fodboldspiller.
- 1986 - Robert Pattinson, engelsk skuespiller.
- 1986 - Alexander Rybak, Norsk sanger

### Dødsfald
- 1856 - Mads Johansen Lange, dansk handelsmand på Bali (født 1807).
- 1871 - Daniel Auber, fransk komponist (født 1782).
- 1930 - Fridtjof Nansen, norsk opdagelsesrejsende og modtager af Nobels fredspris (født 1861).
- 1935 - Ludvig Brandstrup, dansk billedhugger (født 1861)
- 1960 - Gid Tanner, amerikansk spillemand (født 1885)
- 1961 - Gary Cooper, amerikansk skuespiller (født 1901).
- 1988 - Chet Baker, amerikansk jazztrompetist (født 1929).
- 1989 - Bjørn Puggaard-Müller, dansk skuespiller (født 1922).
- 2017 - Vibeke Sperling, dansk journalist (født 1945).
- 2019 - Doris Day, amerikansk skuespillerinde (født 1922).
- 2024 - Alice Munro, canadisk forfatter (født 1931)

|  | Denne datoartikel kan blive bedre, hvis der indsættes et (bedre) billede Du kan hjælpe ved at afsøge Wikimedia Commons for et passende billede eller uploade et godt billede til Wikimedia Commons iht. de tilladte licenser og indsætte det i artiklen. |